# 살리스 압둘 사메드
살리스 압둘 사메드(영어: Salis Abdul Samed, 2000년 3월 26일 ~ )는 가나의 축구 선수로, 현재 프랑스 리그 1의 클럽 니스에서 뛰고 있다. 포지션은 수비형 미드필더이다.

## 클럽 경력

### 클레르몽
압둘 사메드는 원래 아크라에 위치한 JMG 아카데미에서 축구를 시작하였으며, 이후 아크라 아카데미가 폐쇄된 뒤에는 코트디부아르의 제카누에 있는 아카데미로 옮겼다. 2019년 7월 24일, 그는 JMG 아카데미로부터 2년 임대 계약으로 클레르몽에 합류하였다. 그는 2019년 8월 27일 랑스와의 2-2(페널티 5-4)로 결정된 쿠프 드 라 리그 경기에서 클럽 데뷔를 하였다. 사메드는 클레르몽의 일원으로서 2019-20 리그 2에서 2위를 차지하여 리그 1로 승격하는 데 기여하였다. 2021년 7월 12일, 압둘 사메드는 클레르몽으로 영구 이적하며 4년 계약을 체결하였다.

### 랑스
2022년 6월 24일, 압둘 사메드는 클레르몽에서 랑스로 약 500만 유로에 이적하여 클럽과 5년 계약을 체결하였다. 그는 랑스의 2022년 8월 7일 스타드 브레스트 29와의 경기에서 90분 동안 풀타임으로 뛰며 3-2로 승리한 경기에서 첫 데뷔하였다. 그는 2022년 8월 31일에 로리앙을 상대로 첫 골을 기록하였으며, 32번의 리그 1 출장 중 33번 출전하였다. 또한 그는 Coupe de France에서 4경기 모두 선발로 뛰었으며, 피엔테로와의 경기에서 준결승에 진출하였으나 낭트에 의해 탈락하였다. 그는 랑스의 주장인 세코 포파나와 함께 강력한 파트너로서 클럽을 리그 1에서 2위로 이끌었으나, 파리 생제르망에 한 점 차로 밀려 1위를 차지하지 못했다. 클럽의 모든 선수들의 성과가 도움이 되어 클럽은 2002-03 시즌 이후 20년 만에 처음으로 챔피언스 리그 자격을 확보했고, 클럽 역사상 세 번째로 출천 자격을 얻게 되었다. 시즌 마지막에 그는 프랑스 스포츠 뉴스 미디어인 Get French Football News에서 최고의 중앙 미드필더로 선정되었으며 동시에 시즌 베스트 팀에 이름을 올렸다. 또한 Prix Marc-Vivien Foé 후보로도 선정되었으나 수상은 샹셀 뭄바가 차지했다.
2023년 6월 8일, 사메드는 랑스와의 계약을 1년 연장하여 2028년에 계약이 종료되도록 하였다.